# Commanderie de Passy-Grigny
La commanderie de Passy, ou de Paci était une commanderie hospitalière dont l'origine remonte aux Templiers. Elle se trouve  dans le département de la Marne (département), arrondissement de Reims, canton de Châtillon-sur-Marne.

## Description géographique
La ferme du Temple, se trouve à mi-chemin entre Passy-Grigny et Anthenay, à la limite du Parc naturel régional de la Montagne de Reims

## État

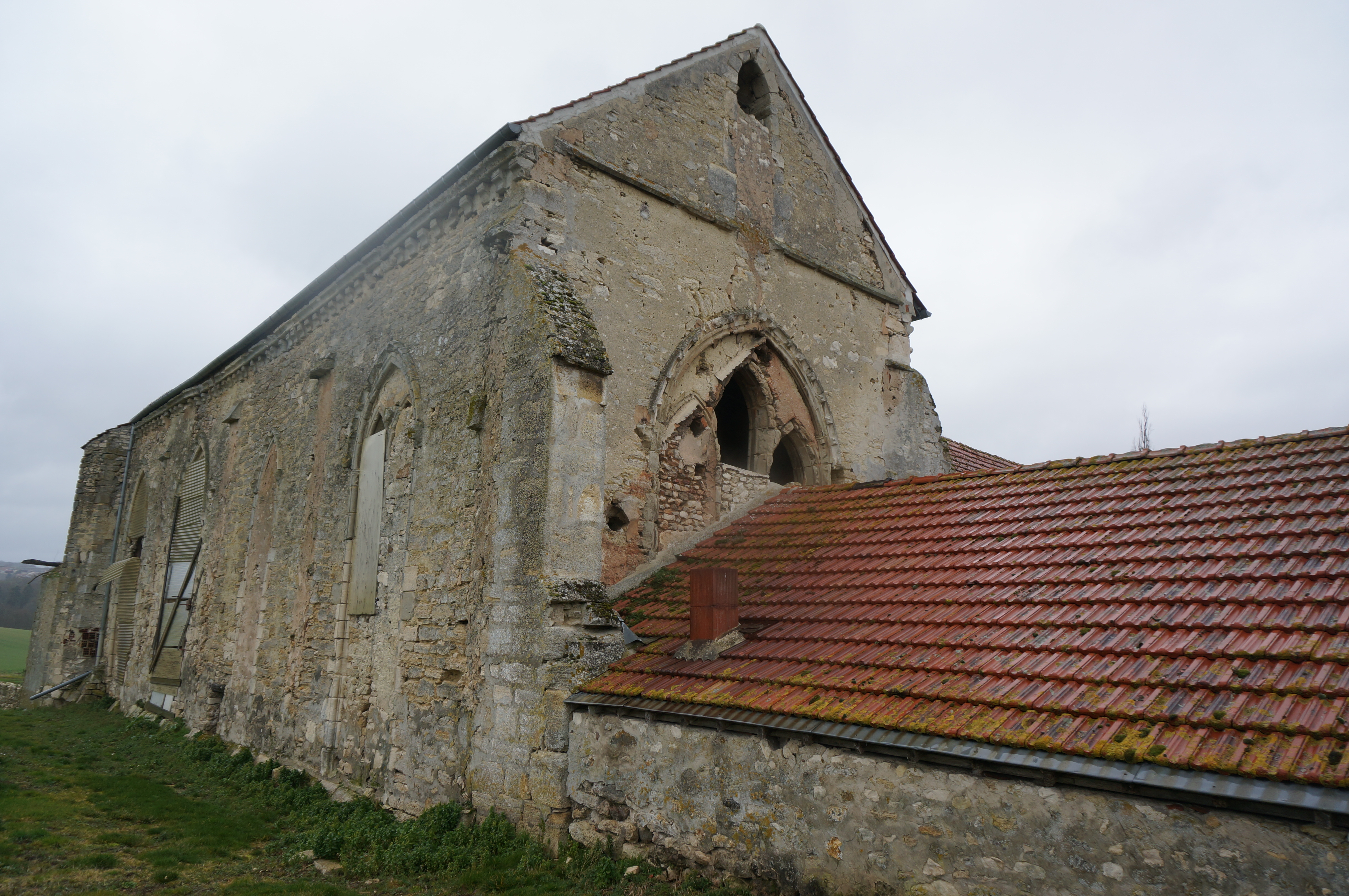
la chapelle du Temple.

Actuellement les bâtiments servent de ferme et de gîte, ils forment un double carré en fond de vallon avec une source dans l'enceinte et un étang en bord. La chapelle est très dégradée.

## Historique

### L'ordre du Temple
Elle est surtout connue par des actes de procès: 
- En 1229, contre Milon de Venteuil qui leur cède 10 arpents à Sainte-Gem[2].
- En 1230, contre les seigneurs Guy et Henri de Passy qui leur cèdent 7 arpents de terres[3].
- En 1237, contre Guillaume Roger de Fismes qui leur donnent un champ près de l'étang de Passy[4].
- En 1239, Henry de Passy cède ses droits à un cens à Passy contre treizeLivres fortes[5].
- En 1242, contre Enguerrand de Villers-Agron qui leur cèdait un droit de pâture sur la terre de la Noue contre un cens de deux deniers[6].
- En 1244, Henri chapelain du Temple, donne ses droits et biens  sur le domaine et possessions de Jacques le Vart en Coupigny[7].
- En 1256, contre les seigneurs de Passy.
- En 1280, contre Viet de Reims.

Toutes ces actions feront que cette commanderie grandira jusqu'à 300 arpents de terre à labour, 270 arpents de bois, d'un vivier, des droits de faire paître, de prendre une charretée de bois, de haute  justice  et de justice seigneuriale sur le domaine. La possession d'une maison à Châtillon, de fermes à Sarcy-en-Tardenois et d'une rente de 20 setiers de vin.
- Jean de Crotoy, précepteur de cette maison fut interrogé au cours du procès de l'ordre du Temple.

#### Commandeurs templiers
| Commandeur       | Période |
| ---------------- | ------- |
| Jean de Crotoy   | 1288    |
| Pierre Coulier   | 1371    |
| Samson Rouzé     | 1411    |
| Hugues de Sarcus | 1413    |
| Nicole Perel     | 1414    |
| Jean Foulon      | 1420    |
| Simon Hardy      | 1460    |

### L'ordre de Saint-Jean de Jérusalem
La commanderie passe L'ordre de Saint-Jean de Jérusalem après le procès des Templiers qui se font confirmer les droits précédents contre Lambert de Neuville, grueirer du vidâme de Châlons en décembre 1338. Ou contre le seigneur de Bazoches pour le droit à prendre une charretée de bois en la forêt de Coulonges à chaque journée. Les guerres du XVe siècle qui ravagèrent la région virent les revenus de la commanderie baisser grandement ; le chapitre provincial de l'ordre du 20 juin 1470 que présidait Bertrand de Cluys constatait l'impossibilité de maintenir un frère commandeur et rattachait la commanderie à celle de Reims alors que jusque-là elle se rattachait à celle du Mont de Soissons

## Organisation
270 arpents de bois à Roullu, le bois de Fouilloux, de L'Aumone, du Roullu et plus de 300 arpents de terre labourable. Elle avait 27 livres de revenu en 1495, 1 314 livres en 1757 et 3 100 livres en 1788.
Elle a acheté à Châtillon, une maison en 1235 à Jean et Anceline Boquetin une maison rue Corbillon. Ils avaient aussi un vivier rue Lecomte et 113 arpents de bois.